# (464100) 2014 WL402
(464100) 2014 WL402 es un asteroide perteneciente al cinturón de asteroides, descubierto el 11 de febrero de 2000 por el equipo Spacewatch desde el Observatorio Nacional de Kitt Peak (Arizona, Estados Unidos).